# Шамлакан
Шамлакан (перс. شملكان) — село в Ірані, входить до складу дехестану Барандуз у Центральному бахші шахрестану Урмія провінції Західний Азербайджан.